# Saint-Barnabé-Sud
Saint-Barnabé-Sud è un comune del Canada, situato nella provincia del Québec, nella regione di Montérégie.